# Tjarda van Starkenborgh

Wapen van Tjarda van Starkenborgh

Tjarda van Starkenborgh (ook: Tjarda van Starkenborgh Stachouwer) is een oud Fries adellijk geslacht dat bestuurders en de laatste gouverneur-generaal van Nederlands-Indië voortbracht.

## Geschiedenis
De bewezen stamreeks begint met de hoofdeling Syds Tjaerda, ook "Sydze Thiarda upter Gaest" (1421), die vermeld wordt tussen 1421 en 1444 te Rinsumageest. Zijn voorouders zijn zeer waarschijnlijk Thitard en Hacka (beide overleden voor 1341); ze worden vermeld op de Epposteen. Hij was gehuwd met Alydt Huinge, zij was afkomstig uit de adel van de stad Groningen. Hij was grietman en mederechter. Zijn zoon Barthold Tjaerda van Starkenborgh (vermeld 1453-1494) was hoofdeling op Starkenborgh, en eveneens grietman. Nageslacht was heer van of hoofdeling te Dijkumborg, Garsthuizen, Verhildersum, Leens, Wehe, Zuurdijk, enz. Sommigen van hen waren ook gedeputeerde.
Op 28 augustus 1814 werd Ludolf Tjarda van Starkenborgh (1770-1821) benoemd in de ridderschap van Groningen waardoor hij en zijn nakomelingen het predicaat van jonkheer of jonkvrouw mochten voeren.
De laatste mannelijk telg, jhr. mr. dr. A.W.L. Tjarda van Starkenborgh Stachouwer (1888-1978), was diplomaat en laatste gouverneur-generaal van Nederlands-Indië; met zijn jongste dochter stierf het geslacht in 2000 uit.
De familie Tjarda van Starkenborgh Stachouwer was eeuwenlang eigenaar van de borg en landgoed Verhildersum in Leens.

## Enkele telgen
- - jhr. mr. Edzard Tjarda van Starkenborgh Stachouwer (1797-1872), burgemeester van Leens, lid ridderschap en provinciale staten van Groningen
    - jhr. Jacobus Nicolaas Tjarda van Starkenborgh Stachouwer (1822-1895), landschapschilder
    - jhr. Willem Tjarda van Starkenborgh Stachouwer (1823-1885), landschapschilder
    - jkvr. Jacoba Geertruida Tjarda van Starkenborgh Stachouwer (1828-1863); trouwde in 1858 met Leendert Anthony van der Meulen (1825-1879), secretaris van Breukelen-Nijenrode
    - jhr. Alidus Warmoldus Lambertus Tjarda van Starkenborgh Stachouwer (1830-1909), lid gemeenteraad en wethouder van Groningen, lid provinciale staten van Groningen
      - jhr. mr. dr. Edzard Tjarda van Starkenborgh Stachouwer (1859-1936), burgemeester van Groningen, lid provinciale staten van Groningen, lid Eerste Kamer der Staten-Generaal, commissaris van de koningin in Groningen
        - jhr. mr. dr. Alidius Warmoldus Lambertus Tjarda van Starkenborgh Stachouwer (1888-1978), diplomaat, laatste gouverneur-generaal van Nederlands-Indië, lid commissie van drie inzake de Greet Hofmans-affaire, grootofficier van koningin Juliana der Nederlanden, bestuursvoorzitter Carnegie Stichting (Nederland)
          - jkvr. Christine Jacoba Tjarda van Starkenborgh Stachouwer (1924-2000), laatste telg van het adellijke geslacht Tjarda van Starkenborgh

      - jkvr. Cornelia Sara Tjarda van Starkenborgh Stachouwer (1860-1935); trouwde in 1886 met mr. Adrianus Cornelis Bondam (1859-1947), rijksarchivaris in Gelderland, lid gemeenteraad van 's-Hertogenbosch
      - jkvr. Aleida Warmoldina Lamberta Tjarda van Starkenborgh Stachouwer (1867-1950); trouwde in 1887 met mr. Sape Talma Stheeman (1854-1907), burgemeester van Zuidbroek (Groningen)